# قاي اندروز
قاي اندروز (بالإنجليزية: Guy Andrews)‏ هو كاتب سيناريو بريطاني، ولد في القرن العشرين.

## وصلات خارجية
- قاي اندروز على موقع IMDb (الإنجليزية)
- قاي اندروز على موقع ألو سيني (الفرنسية)
- قاي اندروز على موقع أول موفي (الإنجليزية)
- قاي اندروز على موقع قاعدة بيانات الفيلم (الإنجليزية)
- قاي اندروز على موقع كينوبويسك (الروسية)